# Johannes Diderik van der Waals
Johannes Diderik van der Waals (Leiden, 1837. november 23. – Amszterdam, 1923. március 8.) Nobel-díjas holland fizikus, a termodinamika egyik úttörője, a gázok és folyadékok állapotegyenletének megalkotója (Van der Waals-egyenlet)

## Élete
Leiden városában, Hollandiában született, Jacobus van der Waals és Elisabeth van den Burg gyermekeként. Tanár lett, és később felvételt nyert az egyetemre, annak ellenére, hogy hiányosságai voltak a klasszikus nyelvek terén. Itt 1862-től 1865-ig tanult, diplomát szerzett matematikából és fizikából.
1864-ben feleségül vette Anna Magdalena Smitet, három lányuk született (köztük egy költő) és egy fiuk (ifj. Johannes Diderik). Van der Waals unokaöccse pedig művész volt.
1923-ban halt meg Amszterdamban, egy évvel lánya (Jaqueline) halála után.

## Karrierje
1866-ban egy hágai középiskola igazgatója lett. Doktorátusát 1873-ban szerezte, tanára Pieter Rijke volt. Diplomamunkájának címe kb.: A gázok és folyadékok állapotának állandóságáról. (ld. Van der Waals-egyenlet) 1876-ban az újonnan alapított Amszterdami Egyetem fizikaprofesszorává választották. 
Második nagy felfedezését 1880-ban publikálta, mely az egyező állapotok törvénye. Van der Waalsra nagy hatással voltak James Clerk Maxwell, Ludwig Boltzmann és Willard Gibbs munkái. Nevét viselik az ún. Van der Waals-féle erők.
Munkájának elismeréseként 1910-ben fizikai Nobel-díjjal jutalmazták.

## Fordítás
- Ez a szócikk részben vagy egészben  a   Johannes Diderik van der Waals című angol Wikipédia-szócikk fordításán alapul.  Az eredeti cikk szerkesztőit annak laptörténete sorolja fel. Ez a jelzés csupán a megfogalmazás eredetét és a szerzői jogokat jelzi, nem szolgál a cikkben szereplő információk forrásmegjelöléseként.